# 公报 (弗吉尼亚)
《公报》，中文全称《盖拉克斯公报》（The Galax Gazette），是一份美国半周刊（semi-weekly）报纸，位于弗吉尼亚州蓋拉克斯。该报隶属于兰德马克社区报纸股份有限公司（Landmark Community Newspapers Inc.）。

## 发展历程
《盖拉克斯公报》的前身是1924年成立的《格雷森·卡罗尔公报》（Grayson-Carroll Gazette），该报由格雷森·卡罗尔（Grayson Gazette）创办，每周发行三次，这份报纸于1936年停刊。
1937年，《格雷森·卡罗尔公报》更名为《盖拉克斯公报》（Galax Gazette），每周发行三次，1993年停刊。
1994年，《盖拉克斯公报》（Galax Gazette）更名为《公报》（The Gazette），由兰德马克社区报纸股份有限公司发行。
1998年10月29日，《盖拉克斯公报》网络版上线。